# دوستان (فیلم ۱۹۷۱)
«دوستان» (انگلیسی: Friends (1971 film)) یک فیلم عاشقانه به کارگردانی لوئیس گیلبرت است که در سال ۱۹۷۱ منتشر شد.